# 삼광초등학교 (전북)
삼광초등학교는 대한민국 전라북도 고창군 상하면 풍촌길 8 (용대리)에 있었던 초등학교이다.

## 연혁
- 1960년 11월 5일 상하국민학교 용대분교장 개교(설립인가 7월 14일)
- 1965년 3월 2일 삼광국민학교 승격
- 1969년 3월 1일 11학급(최다학급) 편성
- 1984년 3월 1일 병설유치원 개원
- 1996년 3월 1일 삼광초등학교로 개칭
- 2001년 3월 1일 폐교(상하초, 공음초로 통합)